# Verbandsgemeinde Heidesheim am Rhein

Lage der Verbandsgemeinde im Landkreis Mainz-Bingen

Die Verbandsgemeinde Heidesheim am Rhein war eine Gebietskörperschaft im Landkreis Mainz-Bingen in Rheinland-Pfalz. Der Verbandsgemeinde gehörten nur die beiden Ortsgemeinden Heidesheim am Rhein und Wackernheim an, der Verwaltungssitz war in der namensgebenden Gemeinde Heidesheim am Rhein.
Zum 1. Juli 2019 wurde die Verbandsgemeinde Heidesheim am Rhein aufgelöst, die beiden zugehörigen Gemeinden wurden in die Stadt Ingelheim am Rhein eingemeindet.

## Geographie
Die Verbandsgemeinde lag an der Bundesautobahn 60 zwischen Mainz und Bingen am Rhein.
Folgende Städte und Gemeinden grenzten an die Verbandsgemeinde Heidesheim am Rhein, sie werden im Uhrzeigersinn im Norden beginnend genannt:
- Rechtsrheinisch (nördlich des Rheins) Eltville am Rhein
- Linksrheinisch (südlich des Rheins) die Gemeinde Budenheim, die Mainzer Stadtteile Gonsenheim und Finthen, die Verbandsgemeinde Nieder-Olm, die Verbandsgemeinde Gau-Algesheim, die Stadt Ingelheim

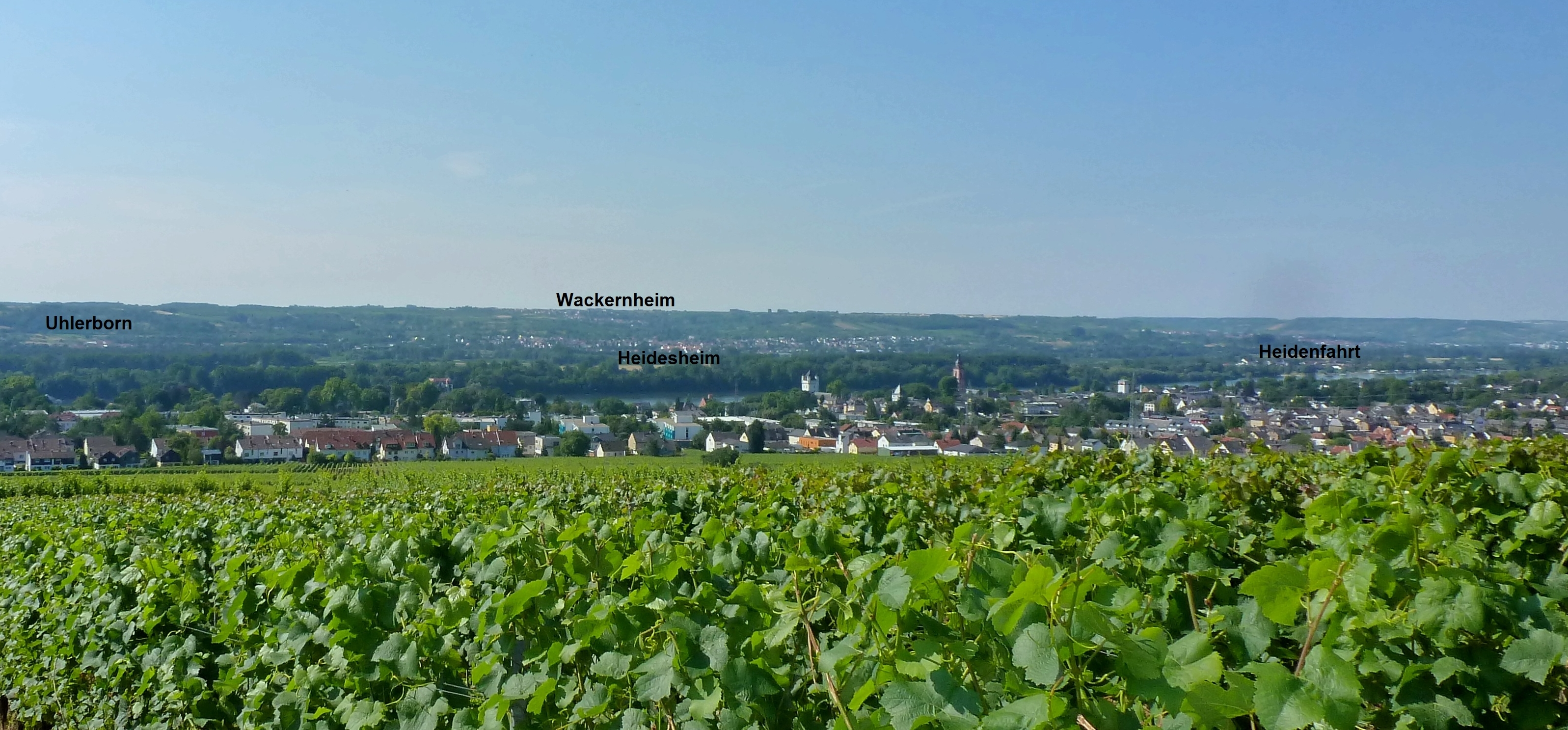
Verbandsgemeinde Heidesheim am Rhein

## Verbandsangehörige Gemeinden
| Ortsgemeinde                         | Fläche (km²) | Einwohner |
| ------------------------------------ | ------------ | --------- |
| Heidesheim am Rhein                  | 17,56        | 7.619     |
| Wackernheim                          | 5,90         | 2.517     |
| Verbandsgemeinde Heidesheim am Rhein | 23,46        | 10.136    |

(Einwohner am 31. Dezember 2018)

## Bevölkerungsentwicklung
Die Entwicklung der Einwohnerzahl bezogen auf das Gebiet der Verbandsgemeinde Heidesheim am Rhein zum Zeitpunkt ihrer Auflösung; die Werte von 1871 bis 1987 beruhen auf Volkszählungen:
| Jahr | Einwohner |
| 1815 | 1.267     |
| 1835 | 2.325     |
| 1871 | 2.455     |
| 1905 | 3.790     |
| 1939 | 5.643     |
| 1950 | 5.572     |

| Jahr | Einwohner |
| 1961 | 6.331     |
| 1970 | 7.477     |
| 1987 | 7.779     |
| 1997 | 8.655     |
| 2005 | 9.750     |
| 2018 | 10.136    |

## Politik

### Verbandsgemeinderat
Der letzte Verbandsgemeinderat Heidesheim am Rhein bestand aus 28 ehrenamtlichen Ratsmitgliedern, die bei der Kommunalwahl am 25. Mai 2014 in einer personalisierten Verhältniswahl gewählt wurden, und der hauptamtlichen Bürgermeisterin Kerstin Klein als Vorsitzender.
Die Sitzverteilung im Verbandsgemeinderat:
| Wahl | SPD | CDU | GRÜNE | FDP | LINKE | FWG | BL | BLH | Gesamt   |
| ---- | --- | --- | ----- | --- | ----- | --- | -- | --- | -------- |
| 2014 | 8   | 9   | 3     | 1   | 1     | 3   | 1  | 2   | 28 Sitze |
| 2009 | 6   | 9   | 4     | 1   | 1     | 2   | 1  | –   | 24 Sitze |
| 2004 | 7   | 9   | 3     | 1   | –     | 2   | 2  | –   | 24 Sitze |

- FWG = Freie Wählergruppe Heidesheim-Wackernheim e.V
- BL = Bürgerliste Wackernheim-Heidesheim e. V.
- BLH = Bündnis lebenswertes Heidesheim e. V.

### Wappen
Die Blasonierung lautet: „Schräglinks geteilt von Gold und Rot. Im oberen Teil ein rot bezungter und bewehrter Adler, im unteren Teil ein silbernes, vierspeichiges Rad überlegt mit einem silbernen Kreuz.“
Das Wappen zeigt die Insignien der Ortsgemeinden Heidesheim am Rhein und Wackernheim. Oben rechts den Wackernheimer Reichsadler, unten links das Heidesheimer Rad mit darüber liegendem Kreuz. Die Genehmigung zum Führen dieses Wappens wurde am 8. November 1995 durch die Kreisverwaltung Mainz-Bingen erteilt.